# L.O.V.E. Machine
«L.O.V.E. Machine» es el quinto sencillo de la banda de heavy metal estadounidense W.A.S.P., publicado en 1985. La canción "L.O.V.E. Machine" está incluida en el álbum debut de la banda. La segunda pieza del sencillo, "Paint it Black", es un cover de la famosa canción de los Rolling Stones.

## Lista de canciones
1. «L.O.V.E. Machine» - 03:50
2. «Paint it Black» - 03:27

## Créditos
- Blackie Lawless - Voz, bajo
- Randy Piper - Guitarra
- Chris Holmes - Guitarra
- Tony Richards - Batería